# 英國武裝部隊
英國武裝部隊（英語：British Armed Forces），官方名稱為國王陛下的武裝部隊（His Majesty's Armed Forces），通稱為英軍，由英國君主擔任英國陸、海、空三軍統帥，由英國國防部內的國防委員會管理。
英国軍隊獲英國國會授權，履行保護英國本土及其海外領土的職責、促進英國政府廣泛的安全利益、出力支援國際及維持和平。英國軍隊經常活躍地參與北約和其他盟國的軍事行動。在人員上，英國軍隊的主要優勢是其人員訓練的精良品質與完善的制度，而不是人員的數量多寡。英國常備軍費開支僅次於美國，中華人民共和國及俄羅斯，世界排名前列，也是世界核武第五多的軍力，在美國、俄羅斯、中國和法國之後。英國軍隊是北約第四大常駐部隊，仅次于美國軍隊、土耳其軍隊和法國軍隊。英軍在世界多個國家和地區部署海外駐軍，阿森松島、巴林、百慕大、英屬印度洋領地、福克蘭群島、德國、直布羅陀、蒙特塞拉特均設有海外駐地和設施，總計超過3萬人。

## 歷史

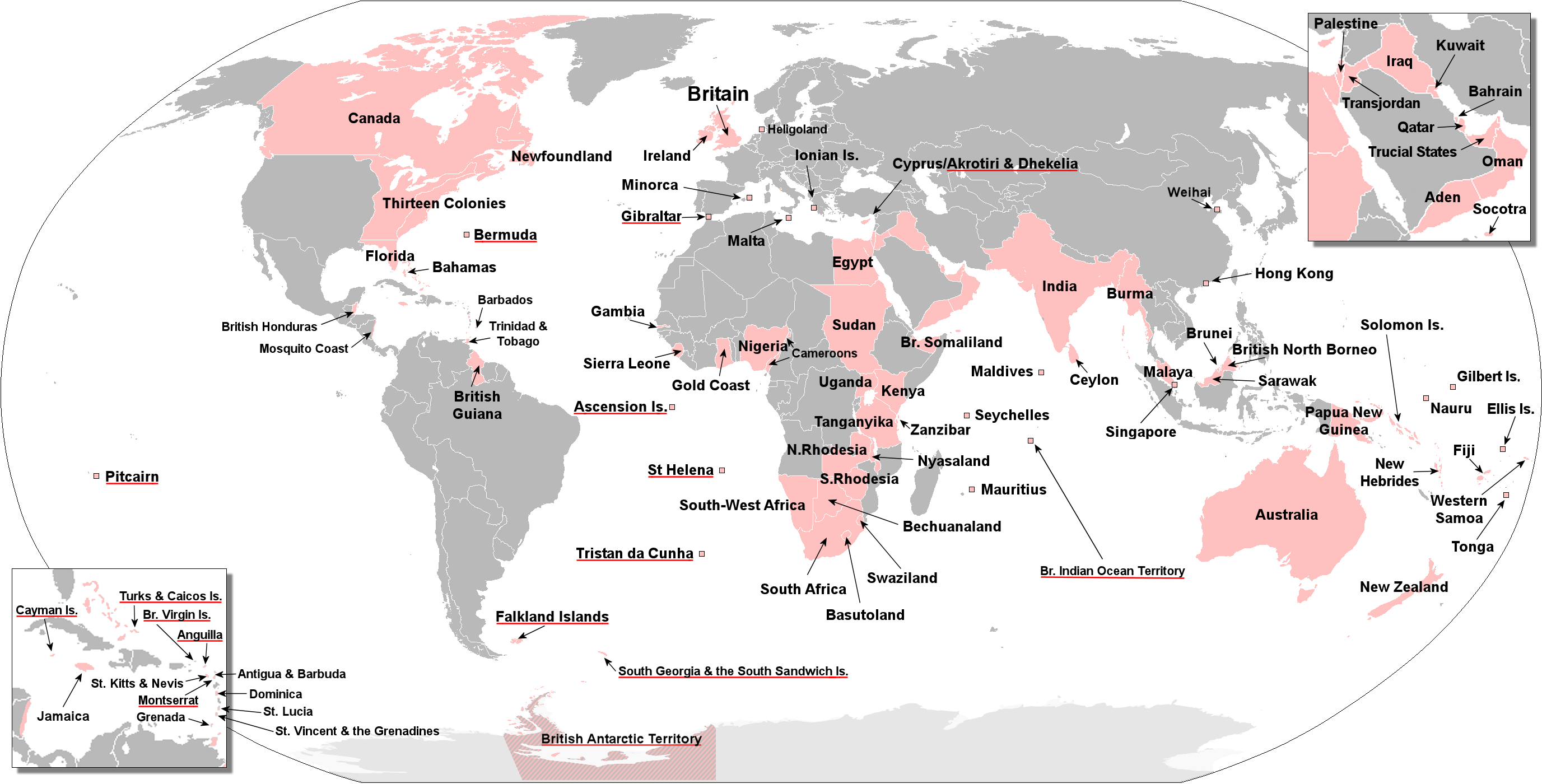
大英帝國在1920年代到達高峰時擁有全球四分之一的土地

英國現今仍擁有的海外領土，它們是大英帝國的殘餘部分

冗長、複雜的英國軍事歷史從17世紀起對世界歷史有極大影響力。英國參與的重要戰役包括：19世紀的七年戰爭及拿破崙戰爭、克里米亞戰爭、20世紀的第一次世界大戰、第二次世界大戰、韓戰與福克蘭群島戰爭。當大英帝國在1920年代到達高峰時，全球四分之一的土地和人口都是英屬或英國臣民。從二次大戰後，英國軍隊依然活躍，並在全球各地例如：德國、汶萊、英屬印度洋領地、塞浦路斯、福克蘭群島及直布羅陀等均有基地。其中駐德英軍（BFG）是英國規模最大的一支海外駐軍，但計劃在2019年左右全數撤離。
現今英國國防管理架構由1964年成立，總部設於英國首都倫敦西敏白廳的英國國防部承擔了過往英國海軍部（Admiralty）、英國戰爭部（War Office）及英國空軍部（Air Ministry）的角色。

## 簡介

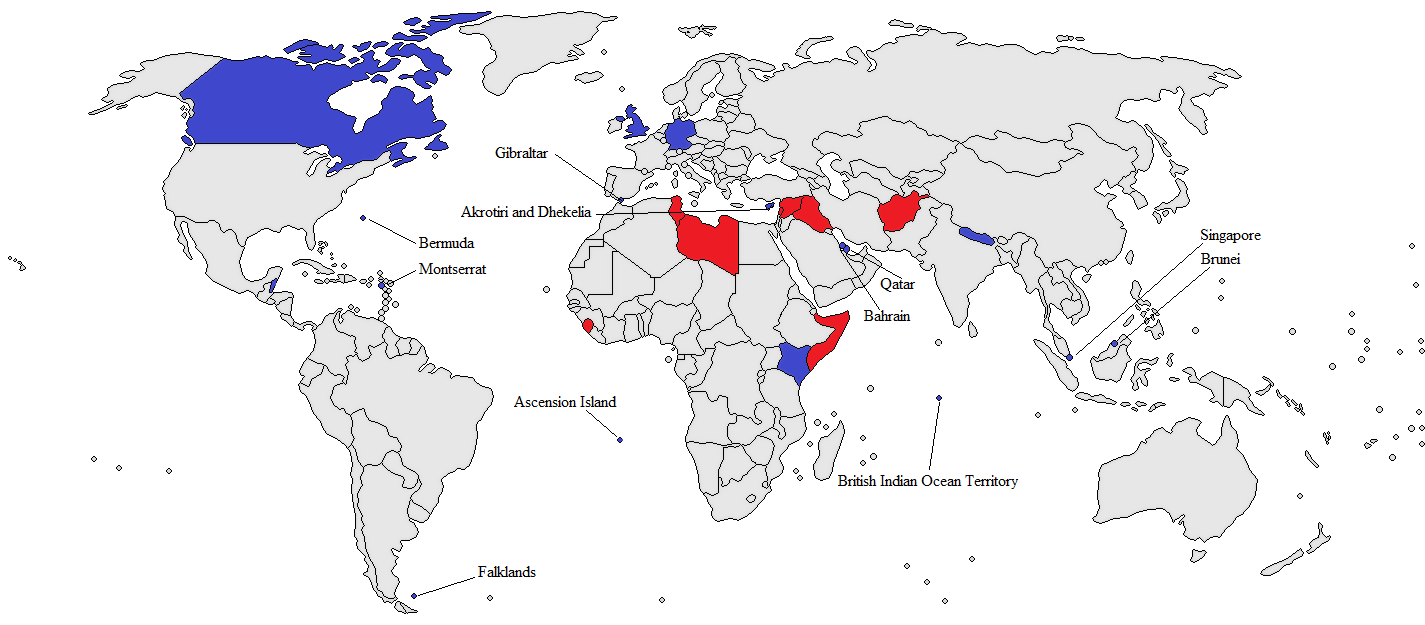
英軍駐外設施設置的海外領土和國家
英國自2000年以來進行軍事干預的對象國

雖然英國軍隊的人數並非排名第一，但是英國擁有全球其中一支最有權威、高科技的小而精的軍隊，特別是海軍部分仍維持著兩艘航母。儘管英軍一系列廣泛能力，近期國防政策的指定假設，任何大型軍事行動必須要以盟國行動從事。波士尼亞黑塞哥維亞、科索沃、阿富汗、伊拉克（「Operation Granby」、沙漠之狐行動、及「Operation Telic」等行動）都是先例 。當然，最上一次英國單獨參與的大型軍事行動必然是1982年的福克蘭群島戰爭。
英國皇家海軍以船舶總噸數是全球第四大海軍（共90艘服役艦隻。英國海軍軍種（Naval Service，包含英國皇家海軍及英國皇家海軍陸戰隊）在2006年七月的人力共35,400名軍人，下轄以四艘三叉戟核能動力彈導飛彈潛艇（Vanguard class submarine）為中心的英國核子威懾力（Nuclear weapons and the United Kingdom），而皇家海軍陸戰隊的突擊隊，提供北約範圍內外行動的兩棲作戰／海陸空協同作戰攻擊、及專科部隊的增援。根據同一資料，英國陸軍人力為100,010人，而英國皇家空軍人力為45,210人；令海陸空三軍正規軍人總共有180,690名（女性軍人佔總數9%，總數並不包含文官）。後備軍人包括超過35,000名來自英國陸軍預備役部隊，與海陸空三軍全體數目合計約為232,000名軍人。

## 军兵种
- 海上軍種（Navy Service）包括：
  - 英國皇家海軍
  - 英國皇家海軍陸戰隊
- 陸上軍種（Army Service）包括：
  - 英國陸軍
  - 英國地方自衛隊
- 英國皇家空軍

## 軍事實力

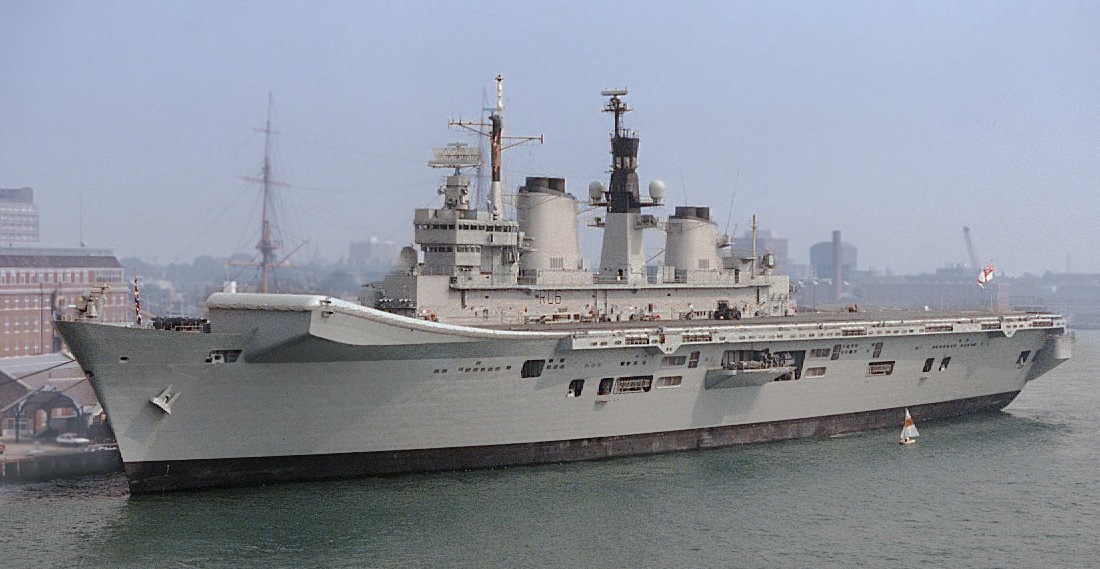
英國皇家海軍無敵級的卓越號，是一艘英軍已退役的航空母艦

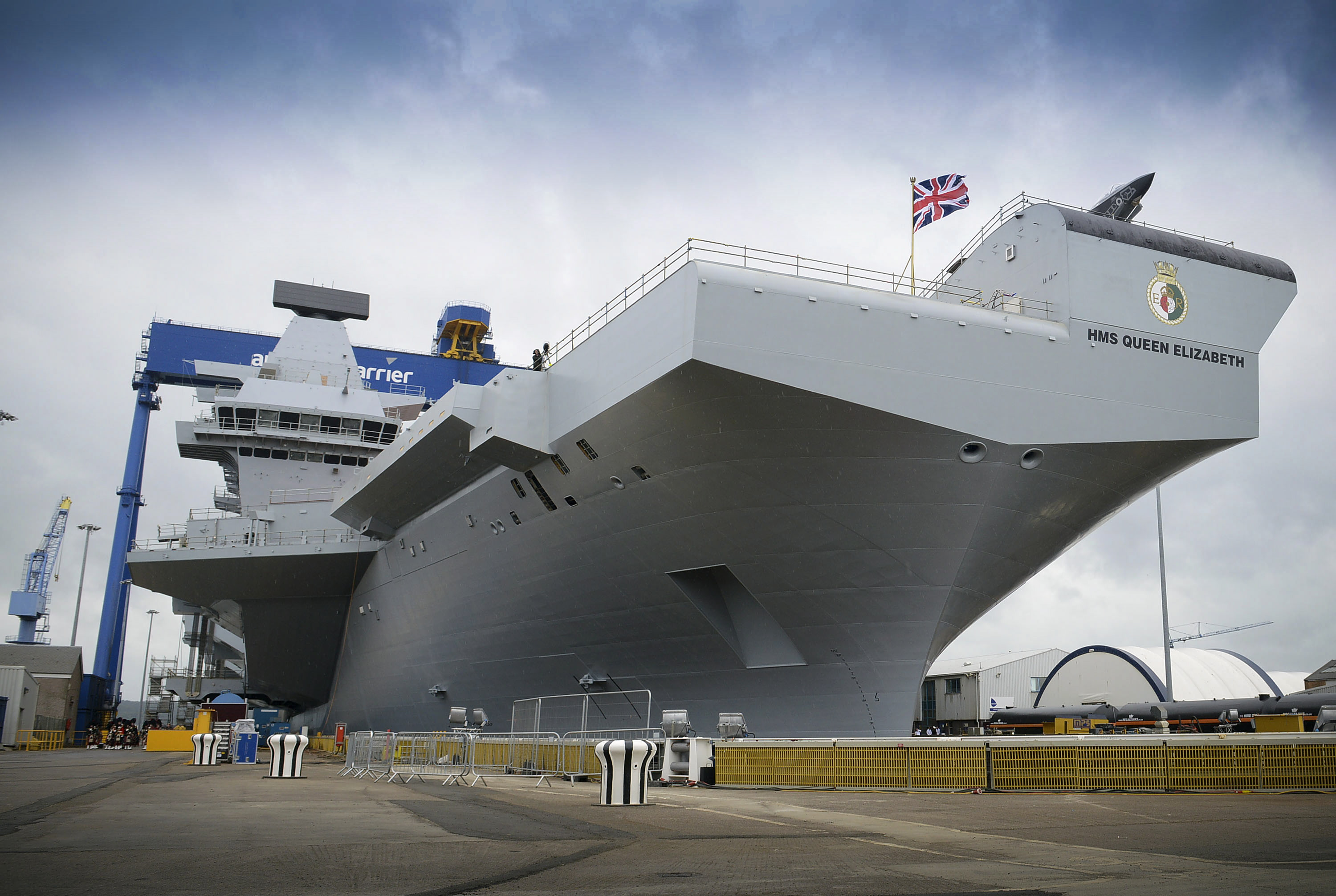
英國皇家海軍伊麗莎白女王級的伊麗莎白女王號，是英軍最新服役的航空母艦

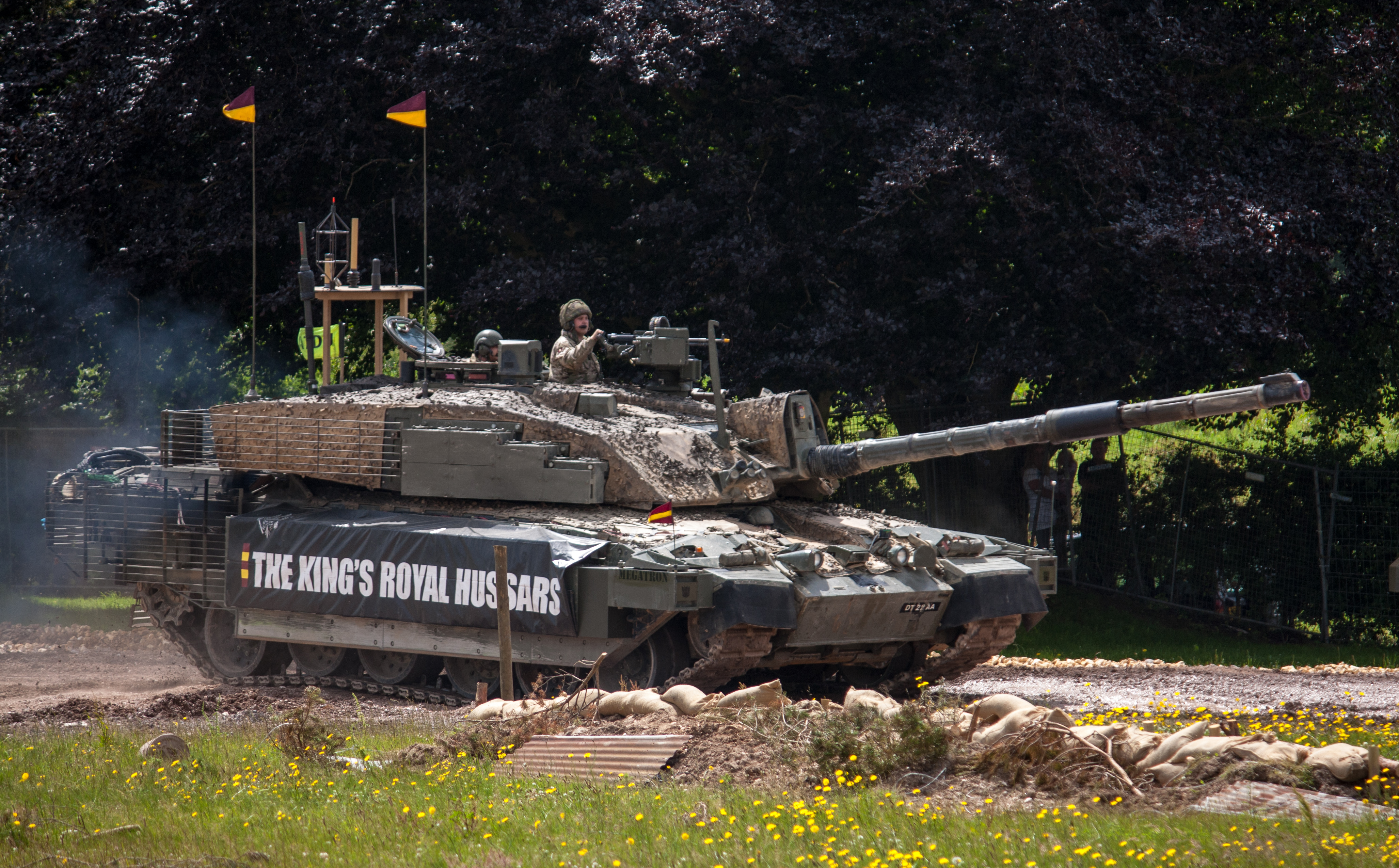
英國陸軍挑戰者2坦克

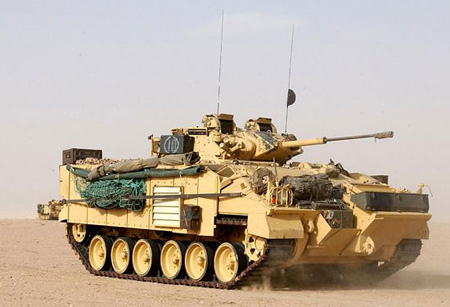
英國陸軍FV510戰士步兵戰鬥車

| 軍事實力                           |                                         |
| 英國陸軍                           |                                         |
| 主戰坦克                           | 227輛-挑戰者2                           |
| 步兵戰車                           | 789輛-戰士步兵戰車(預計將用拳師取代)    |
| 裝甲運兵車                         | 4,000輛以上                             |
| 火炮                               | 400門                                   |
| 飛機                               | 290架                                   |
| 正規士兵                           | 104,760名以上                           |
| 後備士兵                           | 146,490名以上                           |
| 英國皇家海軍                       |                                         |
| 彈道飛彈核潛艇                     | 4艘                                     |
| 艦隊潛艇（全核能推動）             | 9艘                                     |
| 航空母艦                           | 2艘                                     |
| 直升機母艦                         | 0艘                                     |
| 驅逐艦                             | 6艘                                     |
| 護衛艦                             | 13艘                                    |
| 巡邏船隻                           | 23艘                                    |
| 登陸艦                             | 2艘                                     |
| 掃雷船隻                           | 16艘                                    |
| 測量船                             | 5艘                                     |
| 飛機                               | 310架                                   |
| 正規軍人數量（包括皇家海軍陸戰隊） | 37,500名以上 （當中6000名海軍陸戰隊員） |
| 後備軍人數量（英國皇家海軍後備隊） | 3,250                                   |
| 皇家海軍陸戰隊後備士兵人數         | 約600名                                 |
| 油輪                               | 9艘                                     |
| 補給船隻                           | 2艘                                     |
| 雙用補給船/油輪                    | 2艘                                     |
| 航空訓練船隻                       | 1艘                                     |
| 海事維修船隻                       | 1艘                                     |
| 登陸艦                             | 5艘                                     |
| 戰略運輸船隻                       | 6艘                                     |
| 英國皇家空軍                       |                                         |
| 飛機                               | 包括直升機700架以上                     |
| 空兵數量                           | 45,710名以上                            |

## 部署

### 國外
駐爱沙尼亚約900人。

### 引用
1. ↑  . www.elegislation.gov.hk. 電子版香港法例.   [2022-01-22]. （原始内容存档于2022-09-14）.
2. ↑  . www.elegislation.gov.hk. 電子版香港法例.   [2022-01-22].
3. ↑  .   [2013-05-31]. （原始内容存档于2021-04-22）.
4. ↑  .   [2006-12-26]. （原始内容存档于2007-02-19）.
5. ↑  . military.people.com.cn.   [2024-10-12]. （原始内容存档于2023-04-02）.

## 外部連結
- 英國國防部
- Military Knowledge Online - an MoD website
- 2005-2007年度國防開支（PDF） （页面存档备份，存于）
- 英國軍事新聞資料平台
- kamouflage.net > global search: Europe > United Kingdom > index （页面存档备份，存于）
- The Defence Suppliers Directory - 防衛供應商指南 （页面存档备份，存于）